# Herbertshofen (Ehingen)
Herbertshofen (mit dem Weiler Dintenhofen) ist ein Teilorte der Großen Kreisstadt Ehingen (Donau) im Alb-Donau-Kreis in Baden-Württemberg. Der Ort wurde im Jahr 1973 nach Ehingen eingemeindet. Ortsvorsteher ist Wolfgang Braig (Stand: 2024).

## Geschichte
Im Jahr 1220 ist das Dorf erstmals in Dokumenten als „Herbrehshoven“ genannt worden. Die Herren von Gundelfingen übergaben damals die Ortsherrschaft an das Kloster St. Georgen im Schwarzwald. Das Kloster übertrug die Vogtei dann über den Ort an die Grafen von Dillingen. Im Jahr 1413 erwarb das Kloster die Vogtei jedoch wieder.
Später kam die Oberhoheit wie in mehreren anderen Dörfern rund um Ehingen an Österreich. Die Stadt Ehingen übte in dieser Konstellation die Hoch- und Blutgerichtsbarkeit aus. Vom Jahr 1805 an gehörte Herbertshofen dann dem Königreich Württemberg an.
Herbertshofen wurde am 1. Januar 1973 nach Ehingen eingemeindet und ist dort einer von heute 17 Teilorten.

## Politik

### Ortschaftsrat
Dem Ortschaftsrat gehören nach der Kommunalwahl vom 9. Juni 2024 mit dem Ortsvorsteher als Vorsitzenden acht Mitglieder an.
| Partei           | Stimmen | Sitze |
| Einzelkandidaten | 96,41 % | 8     |